# Cirrifera dumosa
Cirrifera dumosa är en plattmaskart som beskrevs av Sopott 1972. Cirrifera dumosa ingår i släktet Cirrifera och familjen Coelogynoporidae. Inga underarter finns listade i Catalogue of Life.